# Fredonyer Pass
De Fredonyer Pass is een 1.760 meter hoge bergpas in Lassen County, in het noordoosten van de Amerikaanse staat Californië. De California State Route 36 loopt over de Fredonyer Pass. De pas is vernoemd naar Atlas Fredonyer, een vroege inwijkeling die de pas naar verluidt in 1850 ontdekte.
De pas ligt op de noordgrens van de Sierra Nevada met de Cascade Range. Hoewel de grens tussen de twee bergketens nogal onregelmatig is, is er wel een duidelijke geologische grens ter hoogte van Fredonyer Pass. Het cenozoïsche oppervlaktestollingsgesteente van de Cascade Range bereikt daar namelijk haar zuidgrens.
Fredonyer Pass ligt op de Great Basin Divide, de waterscheiding tussen de Stille Oceaan en het endoreïsche Grote Bekken.